# 1991 dans les parcs de loisirs
| Années des parcs de loisirs : 1988 - 1989 - 1990 - 1991 - 1992 - 1993 - 1994    |
| Décennies des parcs de loisirs : 1960 - 1970 - 1980 - 1990 - 2000 - 2010 - 2020 |

## Parcs d'attractions

### Ouverture
- Beto Carrero World ( Brésil)
- France Miniature ( France)
- Parc Ange Michel ( France)
- Planet FunFun ( Finlande)
- Superland ( Israël)
- Warner Bros. Movie World Australia ( Australie)

### Fermeture
- Babyland-Amiland ( France)
- Mirapolis ( France)
- Planète magique ( France)
- Zygofolis ( France) Plusieurs attractions sont relocalisées dans les parcs du groupe Walibi

### Changement de nom
- Big Bang Schtroumpf devient Walibi Schtroumpf ( France)

## Événements
- Mai
  - 29 mai -  Japon - Tokyo Disneyland accueille son 100 millionième visiteur.

## Analyse économique de l'année

### Classement des groupes les plus importants
| Rang | Société                         | Fréquentation (en millions de visiteurs) |
| ---- | ------------------------------- | ---------------------------------------- |
| 1    | Walt Disney Parks and Resorts   | 41 000 000                               |
| 2    | Busch Entertainment Corporation | 20 000 000                               |
| 2    | Six Flags Inc.                  | 20 000 000                               |
| 3    | Kings Entertainment Company     | 10 000 000                               |
| 4    | Groupe Walibi                   | 3 800 000                                |

### Classement des 6 parcs d'attractions les plus visités en Europe
En cette dernière saison européenne avant l'ouverture d'Euro Disneyland, avec 55 hectares de superficie de parc et 1 943 hectares de superficie totale, les parcs ci-dessous touchent chacun une clientèle située dans un rayon de 200 kilomètres, ce qui signifie que la plupart des parcs ne se considèrent pas alors comme des concurrents directs. Walibi Wavre est l'exception car il partage des portions de son bassin de clientèle avec les quatre autres parcs d'Europe continentale.
Le directeur adjoint d'Efteling de l'époque, Reinoud van Assendelft de Coningh, a l'idée de créer une collaboration d'importants parcs d'attractions européens non concurrents compte tenu de leur situation géographique. En 1993, Great European Theme Parks est fondé en réponse à l'arrivée d'Euro Disneyland. Quatre parcs participants sont à retrouver dans ce classement : Europa-Park, Alton Towers, le parc Astérix et Efteling. À ceux-ci s'ajoute le suédois Liseberg. Celui-ci voit plus de deux millions de visiteurs par an mais Liseberg fonctionne avec le Pay per Ride : il faut payer chaque attraction séparément. Il ne s'agit donc pas d'entrées payantes. Walibi Wavre est écarté en raison d'une concurrence directe. Phantasialand n'est pas repris non plus. Cela probablement dû à une concurrence indirecte mais aussi à sa situation en Allemagne et Europa-Park est « le » parc allemand des Great European Theme Parks.
| Rang | Parc          | Ville / Pays           | Fréquentation (en millions de visiteurs) | Superficie du parc | Superficie totale | Tendance        |
| ---- | ------------- | ---------------------- | ---------------------------------------- | ------------------ | ----------------- | --------------- |
| 1    | Efteling      | Kaatsheuvel / Pays-Bas | 2 700 000                                | 72 ha              | 380 ha            | en augmentation |
| 2*   | Phantasialand | Brühl / Allemagne      | 2 000 000                                | 28 ha              | 64 ha             |                 |
| 2*   | Europa-Park   | Rust / Allemagne       | 2 000 000                                | 50 ha              | 70 ha             | en augmentation |
| 2*   | Alton Towers  | Alton / Royaume-Uni    | 2 000 000                                | 121 ha             | 202 ha            |                 |
| 3*   | Walibi Wavre  | Wavre / Belgique       | 1 400 000                                | 30 ha              | 60 ha             | en augmentation |
| 3*   | Parc Astérix  | Plailly / France       | 1 400 000                                | 20 ha              | 155 ha            | en diminution   |

## Parcs aquatiques

### Fermeture
- Océade de Rouen ( France)

## Attractions
Ces listes sont non exhaustives.

### Montagnes russes

#### Délocalisations

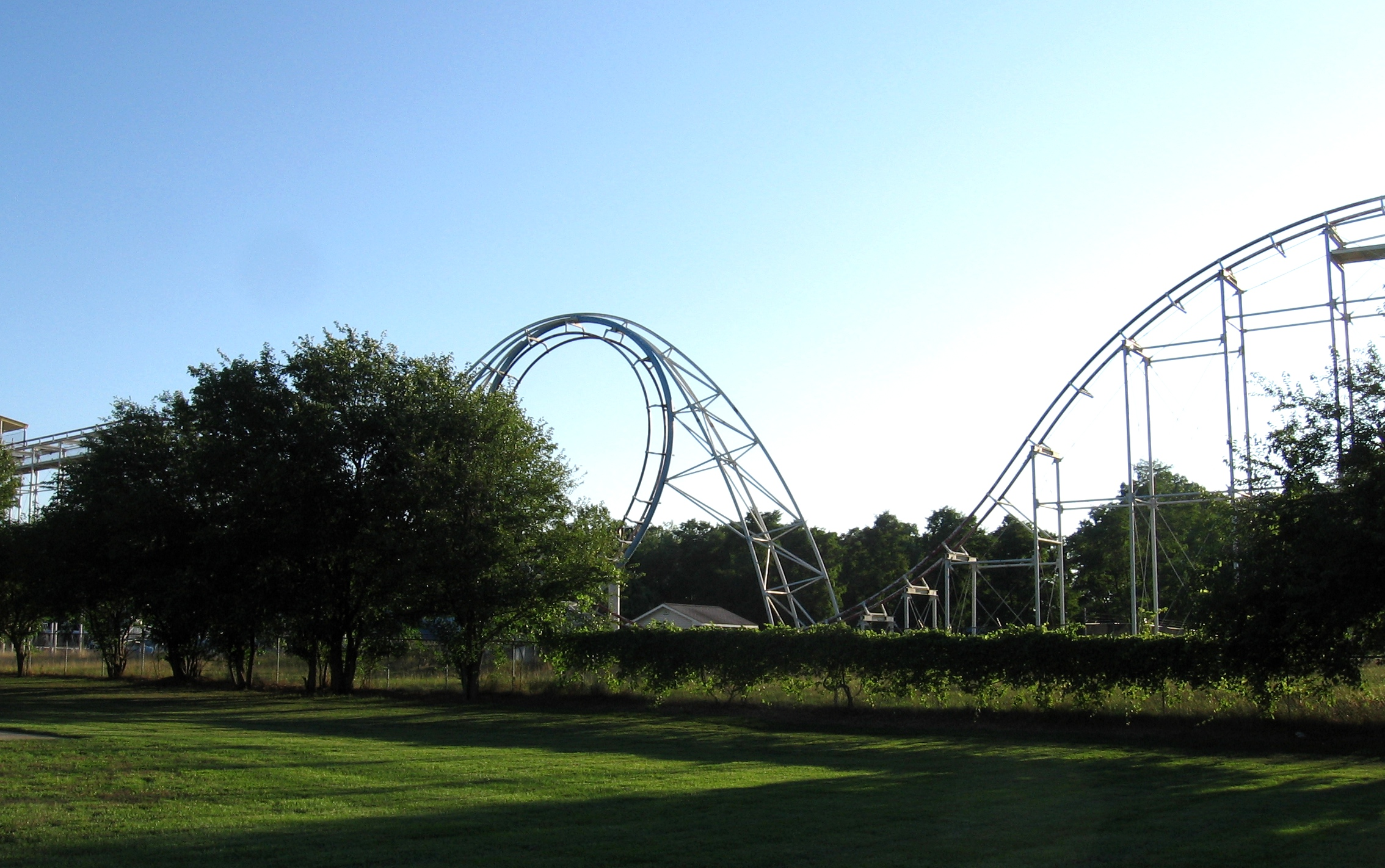
Afterburner à

| Nom         | Type / Modèle           | Constructeur                  | Parc                               | Pays        | Anciennement                                     |
| ----------- | ----------------------- | ----------------------------- | ---------------------------------- | ----------- | ------------------------------------------------ |
| Afterburner | Navette / Launched Loop | Arrow Dynamics                | Fun Spot Amusement Park & Zoo (en) | États-Unis  | Zoomerang à Boardwalk and Baseball (en)          |
| Bullet      | Navette                 | Anton Schwarzkopf             | Fun Spot Amusement Park & Zoo (en) | Royaume-Uni | Wiener Looping à Boardwalk and Baseball (en)     |
| Dragon      | E-Powered               | Zamperla                      | Canobie Lake Park                  | États-Unis  | Dragon à Deno's Wonder Wheel Amusement Park (en) |
| Rioolrat    | Métal                   | Zierer                        | Avonturenpark Hellendoorn          | Pays-Bas    | Der Flitzer à Adventureland                      |
| Wildcat     | Bois                    | Philadelphia Toboggan Company | Frontier City                      | États-Unis  | Wildcat à Fairyland Park                         |

- Afterburner à Fun Spot Amusement Park & Zoo (en)

#### Nouveautés
| Nom                                                  | Type/Modèle            | Constructeur             | Parc                           | Pays        |
| ---------------------------------------------------- | ---------------------- | ------------------------ | ------------------------------ | ----------- |
| Achterbahn                                           | Vekoma Junior Coaster  | Vekoma                   | Rasti-Land                     | Allemagne   |
| Adventure Express                                    | Train de la mine       | Arrow Dynamics           | Kings Island                   | États-Unis  |
| Anaconda                                             | Assise                 | Arrow Dynamics           | Kings Dominion                 | États-Unis  |
| Bullet                                               | Junior/Tivoli          | Zierer                   | Crystal Palace                 | Canada      |
| Caterpillar Capers                                   | Junior/Big Apple       | Pinfari                  | Camelot Theme Park             | Royaume-Uni |
| Coaster                                              | Junior                 | Molina & Son's           | Silverwood Theme Park          | États-Unis  |
| Dragon                                               | Assise                 | Hopkins Rides            | Adventureland                  | États-Unis  |
| Hurricane                                            | Assise                 | S.D.C.                   | Adventureland (en)             | États-Unis  |
| Leppäkerttuvuoristorata Devenu ensuite Kiddy Coaster | Junior/Tivoli          | Zierer                   | Planet FunFun                  | Finlande    |
| Loop 2000                                            | Assise/ZL42            | Pinfari                  | Superland                      | Israël      |
| Looping Dipper                                       | Assise/ZL42            | Pinfari                  | Barry's Amusements             | Royaume-Uni |
| Mean Streak                                          | Bois                   | Dinn Corporation         | Cedar Point                    | États-Unis  |
| Pegasus                                              | Bois                   | Dinn Corporation         | Efteling                       | Pays-Bas    |
| Steel Phantom Devenu Phantom's Revenge en 2001.      | Hyper montagnes russes | Arrow Dynamics           | Kennywood                      | États-Unis  |
| Psyclone                                             | Bois                   | Dinn Corporation         | Six Flags Magic Mountain       | États-Unis  |
| Rattler                                              | Junior                 | Pinfari                  | Frontierland                   | Royaume-Uni |
| Roller Skater Devenu ensuite Terror Train            | Vekoma Junior Coaster  | Vekoma                   | Planet FunFun                  | Finlande    |
| Runaway Train                                        | Train de la mine       | Meridian Ltd.            | Botton's Pleasure Beach        | Royaume-Uni |
| Sidewinder                                           | Navette/Boomerang      | Vekoma                   | Hersheypark                    | États-Unis  |
| Thunder Mountain                                     | Junior/Z40             | Pinfari                  | Flamingo Land Theme Park & Zoo | Royaume-Uni |
| Turbo Mountain                                       | Métal/Jet Star 2       | Anton Schwarzkopf        | Adventure World                | Australie   |
| Ultimate                                             | Train de la mine       | Big Country Mitioneering | Lightwater Valley              | Royaume-Uni |
| Vortex                                               | Debout                 | Bolliger & Mabillard     | Great America                  | États-Unis  |
| Vortex                                               | Suspendues             | Arrow Dynamics           | Canada's Wonderland            | Canada      |
| Wild Kitty                                           | Junior                 | Herschell                | Frontier City                  | États-Unis  |

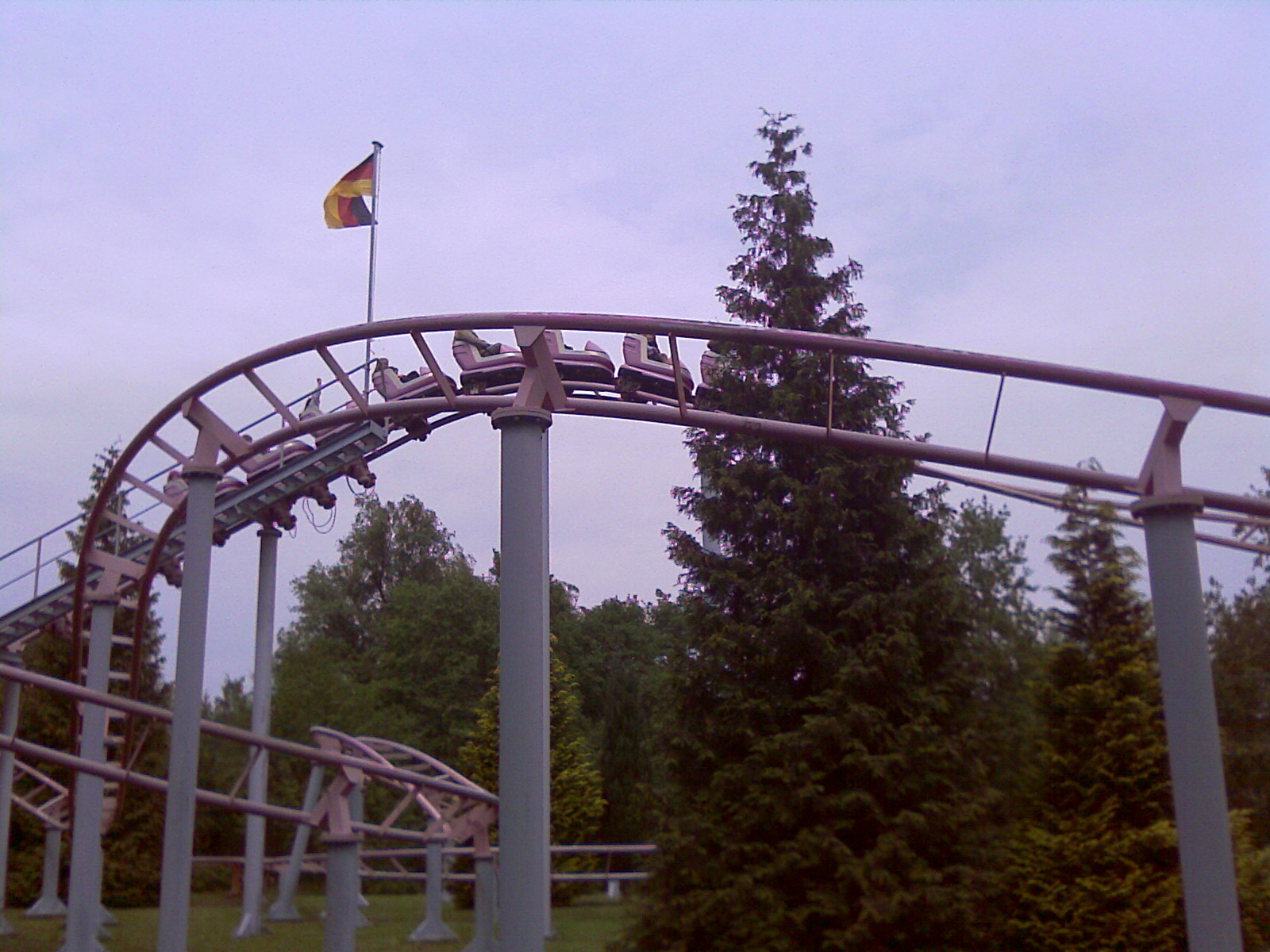
Achterbahn à Rasti-Land
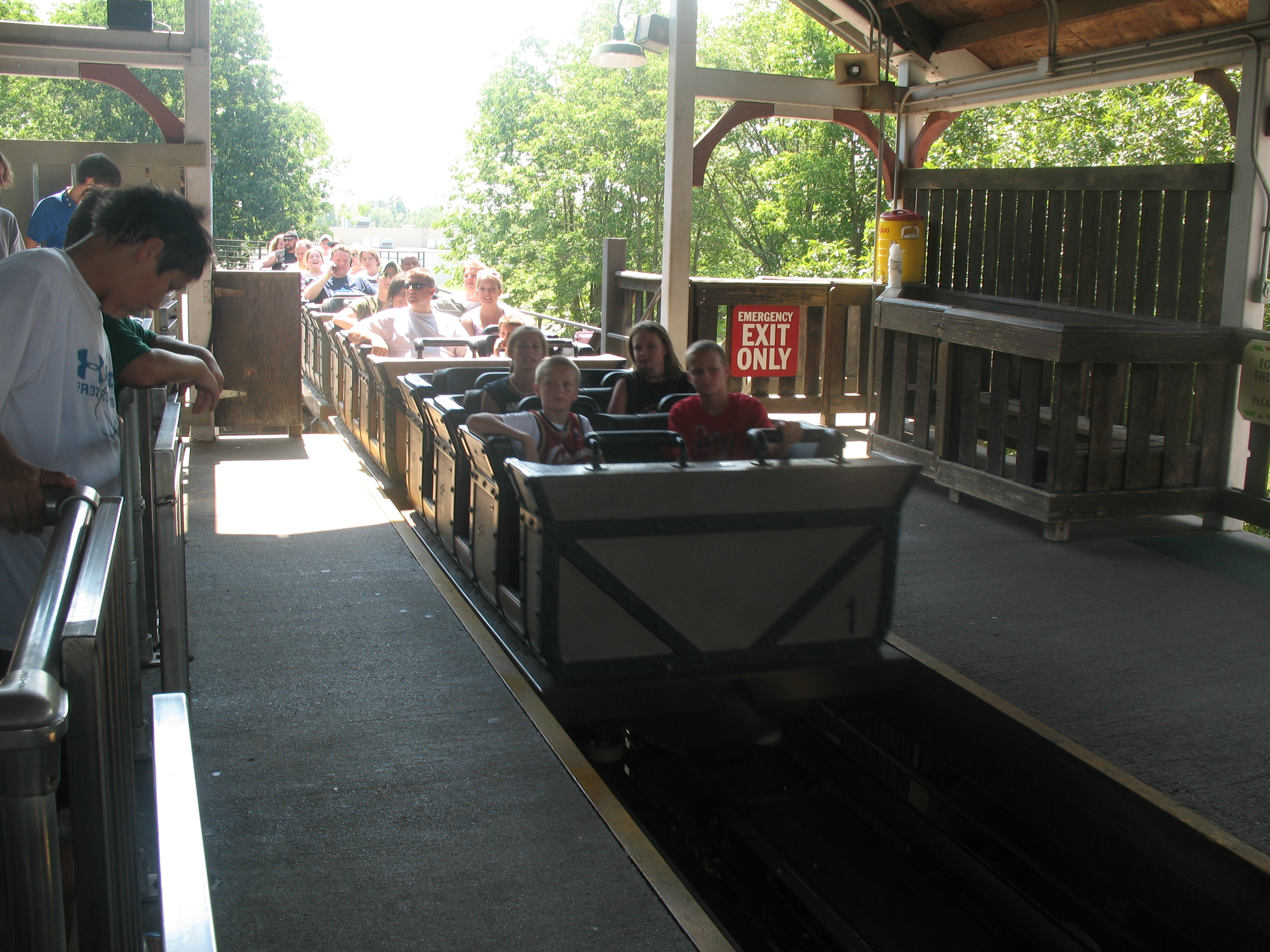
Adventure Express à Kings Island
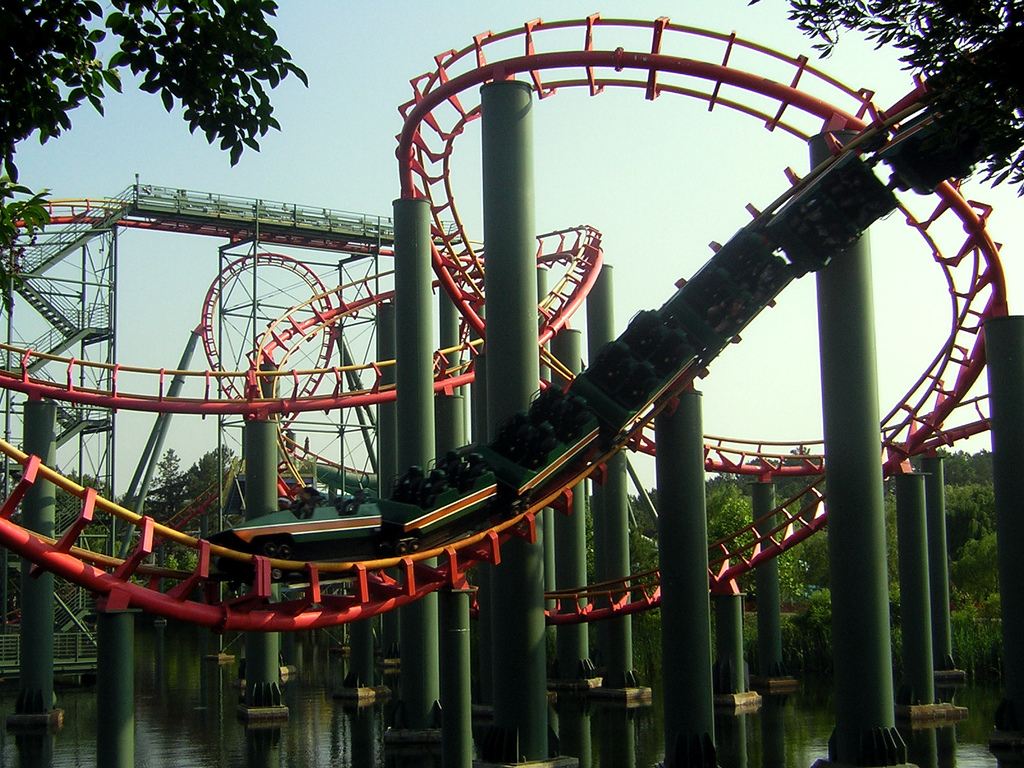
Anaconda à Kings Dominion
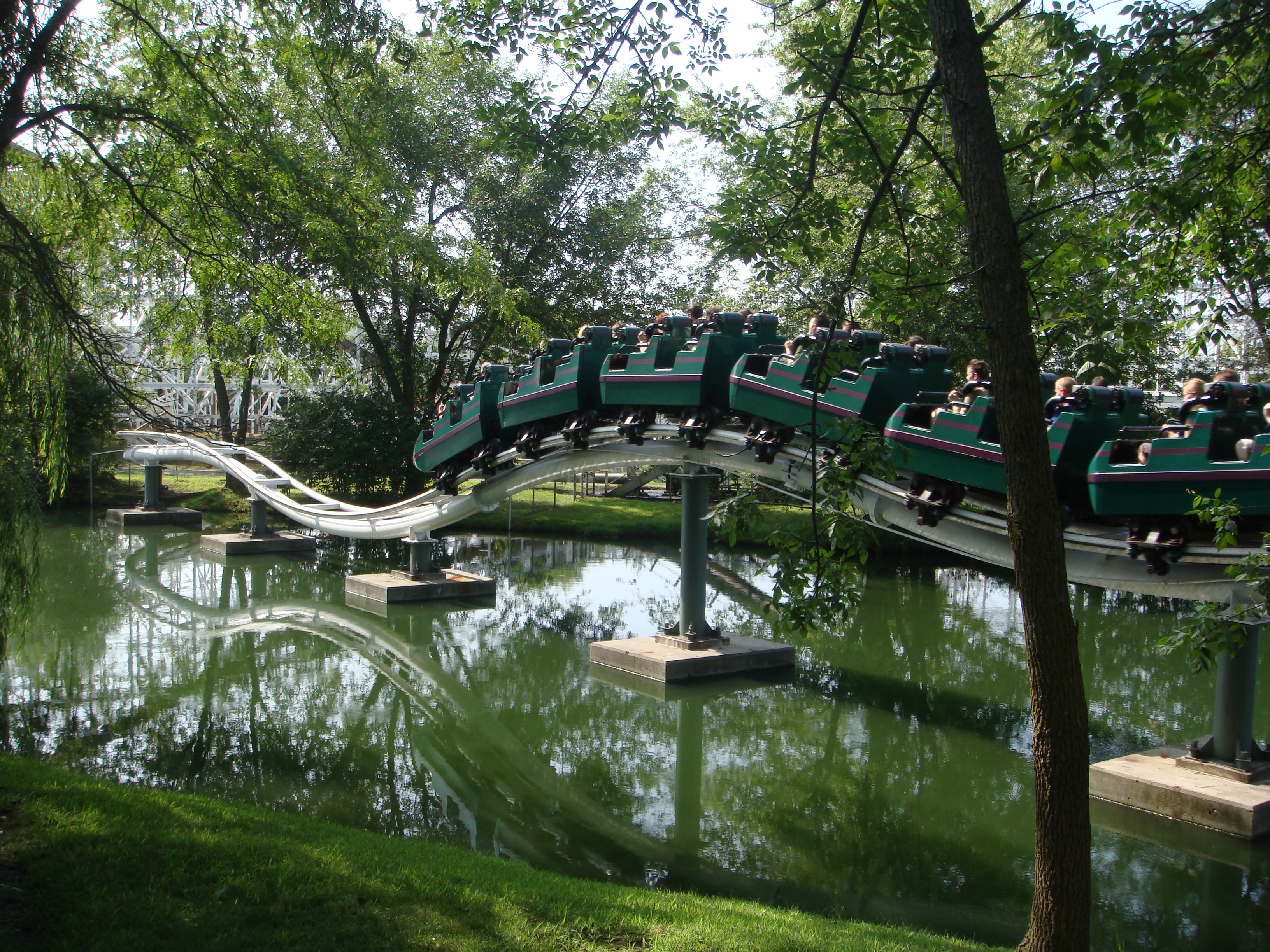
Dragon à Adventureland
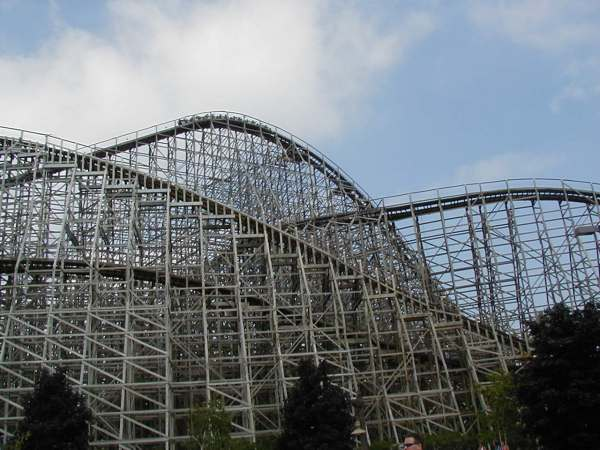
Mean Streak à Cedar Point
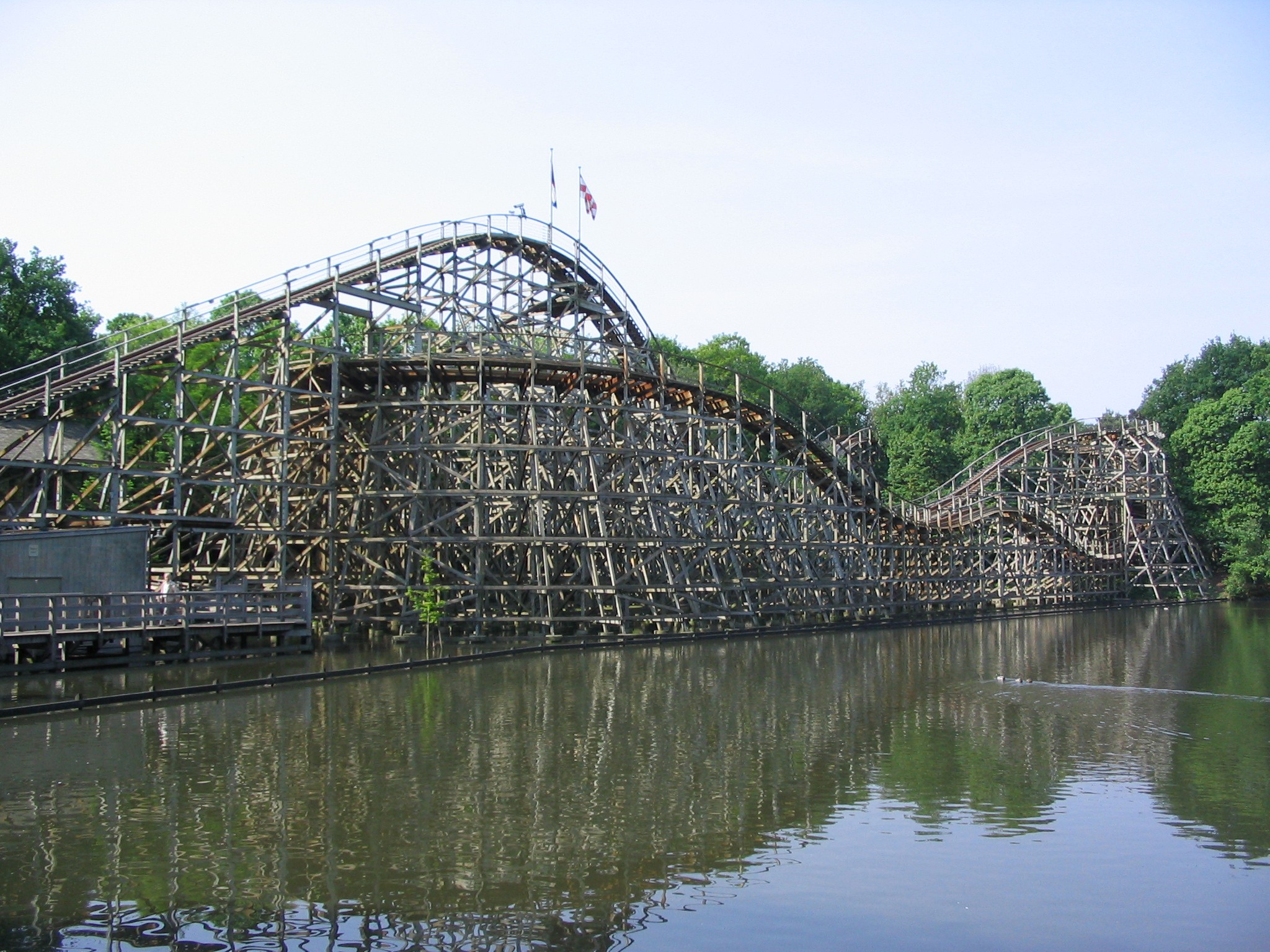
Pegasus à Efteling
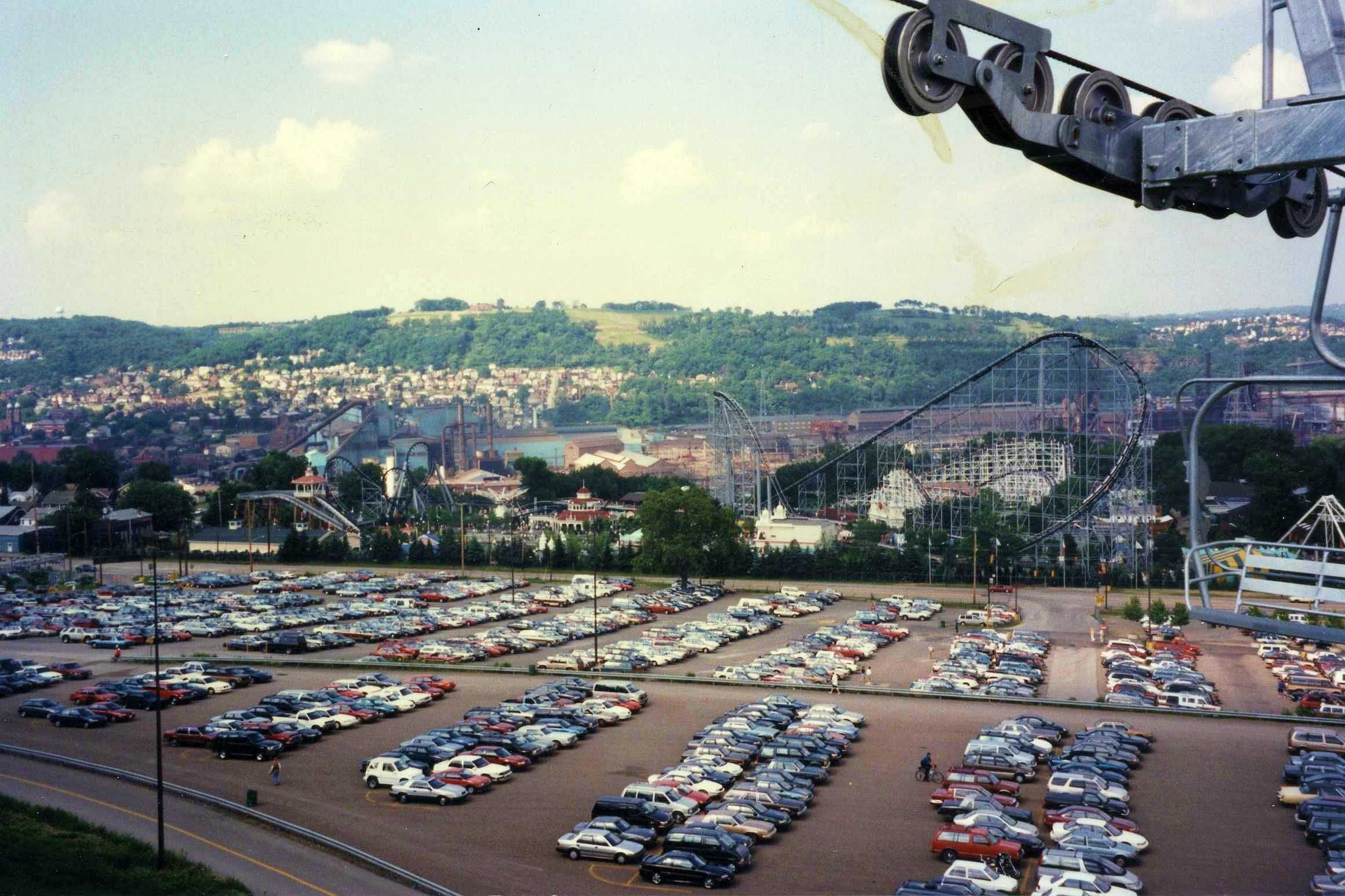
Steel Phantom à Kennywood
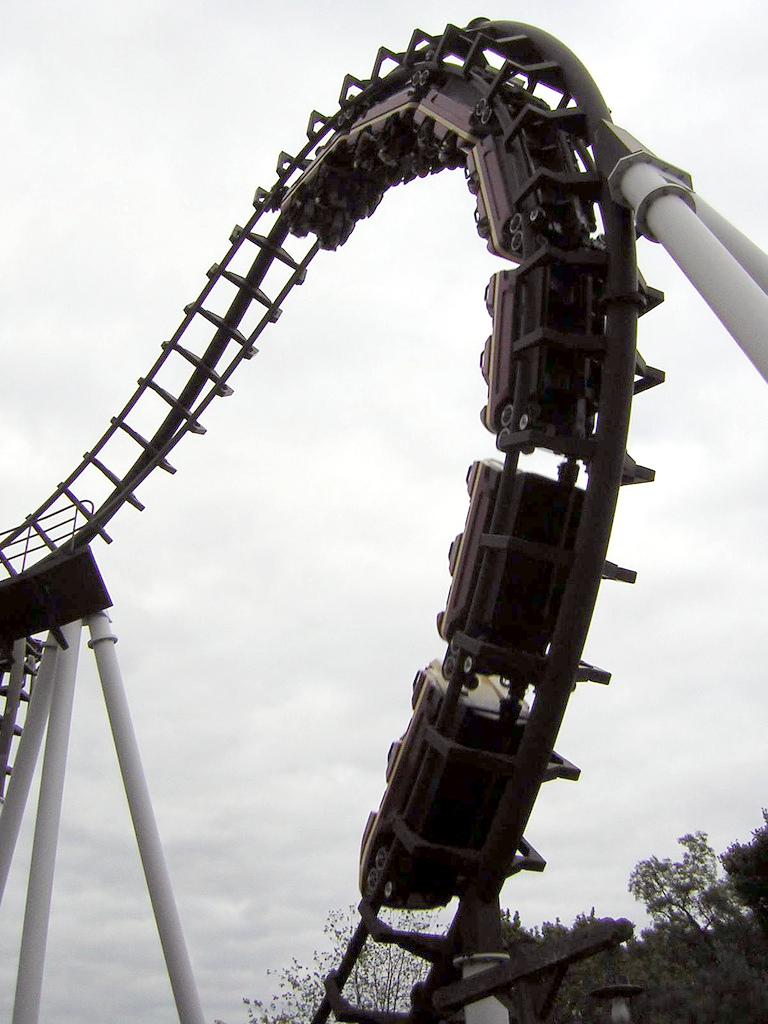
Sidewinder à Hersheypark
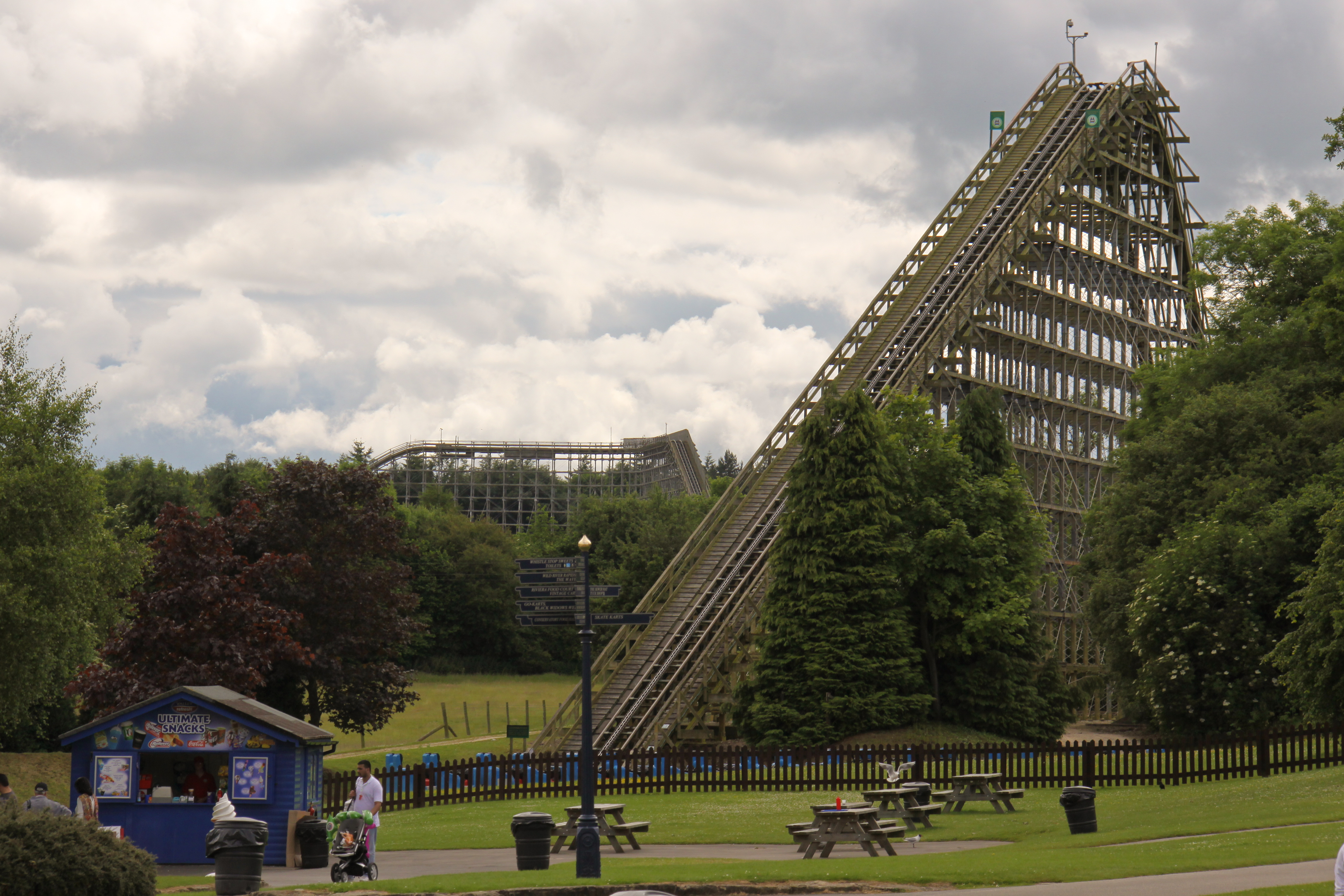
Ultimate à Lightwater Valley
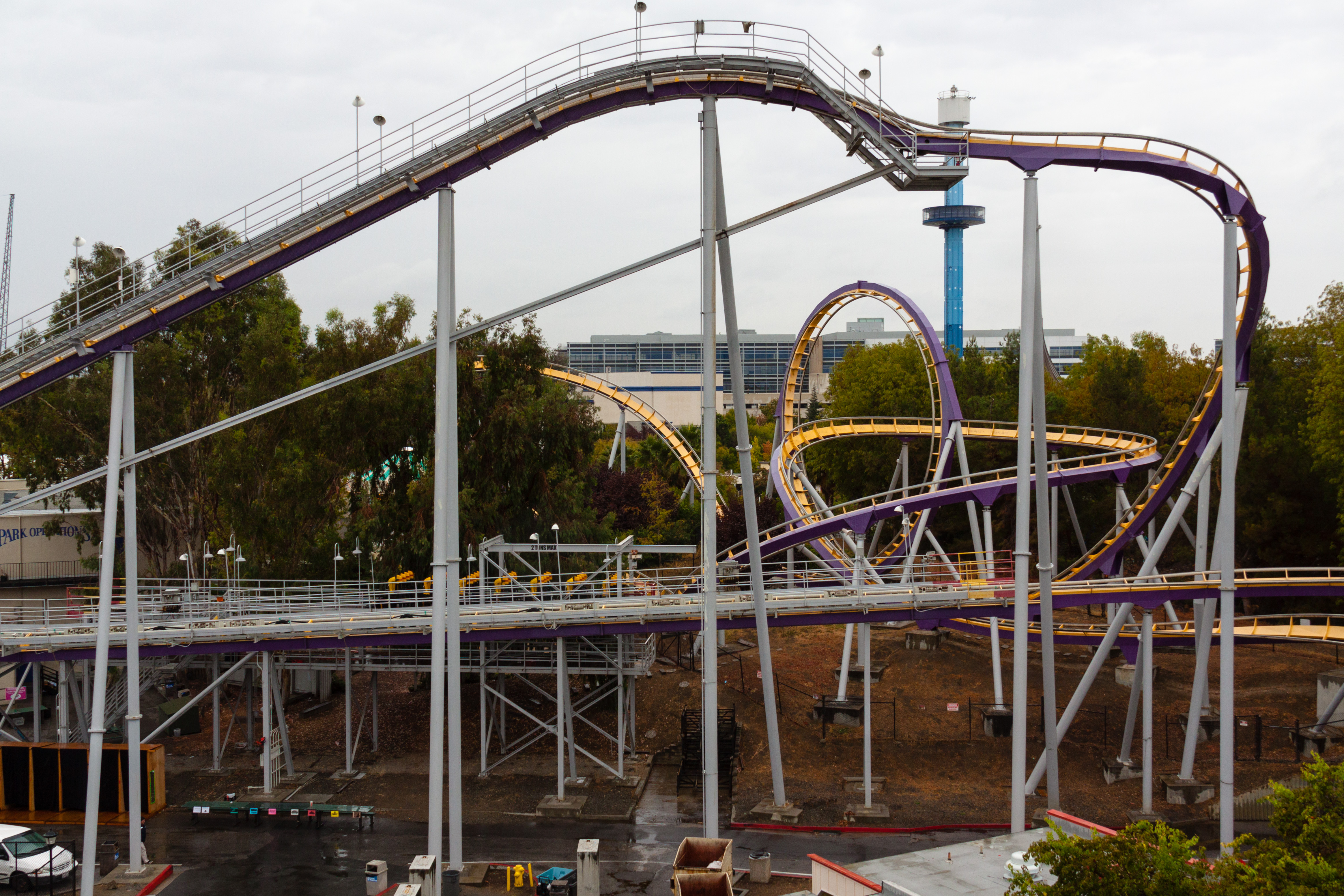
Vortex à Great America
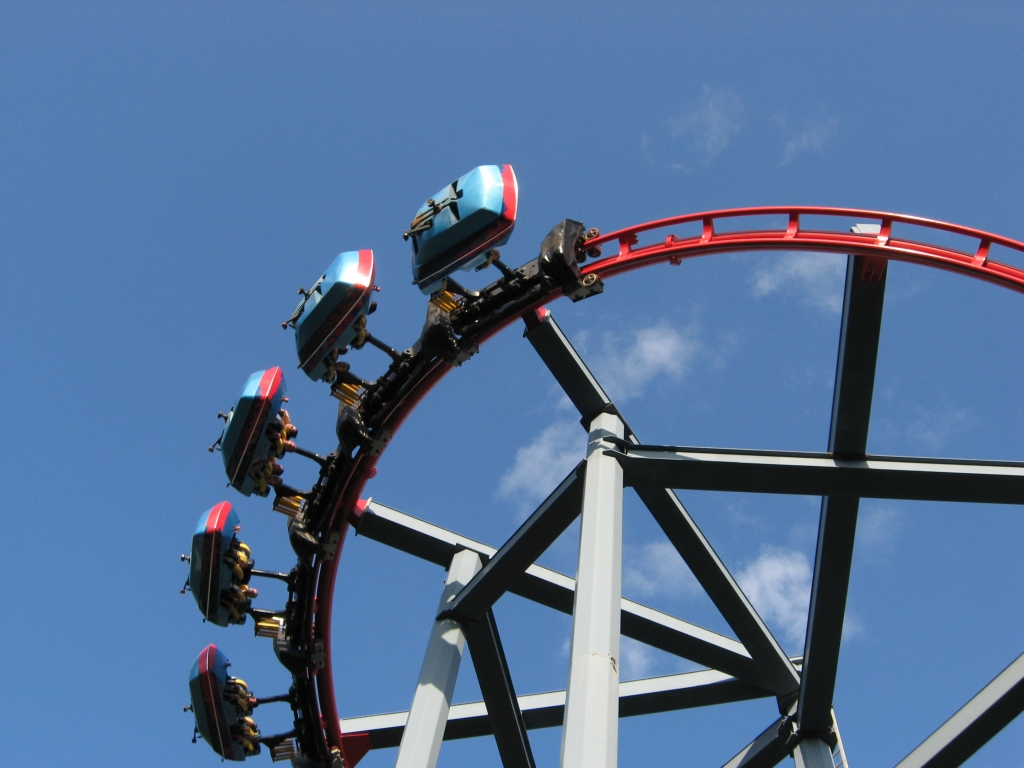
Vortex à Canada's Wonderland

### Autres attractions
| Nom                          | Type/Modèle              | Constructeur                            | Parc                               | Pays         |
| ---------------------------- | ------------------------ | --------------------------------------- | ---------------------------------- | ------------ |
| Aquachute                    | Toboggan aquatique       | Van Egdom                               | Walibi Schtroumpf                  | France       |
| Back to the Future: The Ride | Cinéma dynamique         | Intamin                                 | Universal Studios Florida          | États-Unis   |
| Colorado Boats               | Bûches                   | L&T Systems                             | Cavallino Matto                    | Italie       |
| Colorado River               | Bûches                   | Interlink                               | Djurs Sommerland                   | Danemark     |
| Condor                       | Condor                   | Huss Rides                              | Six Flags Great America            | États-Unis   |
| Enterprise                   | Enterprise               | Huss Rides                              | Heide Park                         | Allemagne    |
| E.T. Adventure               | Parcours scénique        | Sally Corporation et Universal Creative | Universal Studios Hollywood        | États-Unis   |
| Fjord Rafting                | Rivière rapide en bouées | Intamin                                 | Europa-Park                        | Allemagne    |
| Fliegender Hai               | Ranger                   | Huss Rides                              | Hansa-Park                         | Allemagne    |
| Le Flum                      | Bûches                   | Soquet                                  | Fraispertuis-City                  | France       |
| Looney Tunes River Ride      | Croisière scénique       |                                         | Warner Bros. Movie World Australia | Australie    |
| Los Piratas                  | Croisière scénique       | Mack Rides                              | Bellewaerde                        | Belgique     |
| Märchenfahrt                 | Balade en bouées         | Mack Rides                              | Heide Park                         | Allemagne    |
| Mistral                      | Chaises volantes         | Zierer                                  | Walibi Schtroumpf                  | France       |
| Muppet's Vision 3D           | Cinéma 4-D               | Walt Disney Imagineering                | Disney-MGM Studios                 | États-Unis   |
| Rapid'O'Bag                  | Toboggan aquatique       | Van Egdom                               | Parc Bagatelle                     | France       |
| Splashdown                   | Bûches                   | Hopkins Rides                           | Castles N' Coasters                | États-Unis   |
| Tidal Wave                   | Shoot the Chute          | Hopkins Rides                           | Six Flags Over Mid-America         | États-Unis   |
| Træstammerne                 | Bûches                   | Big Country Motionering ltd.            | Fårup Sommerland                   | Danemark     |
| Waikiki Wave                 | Waikiki Wave             | Vekoma                                  | Lotte World                        | Corée du Sud |

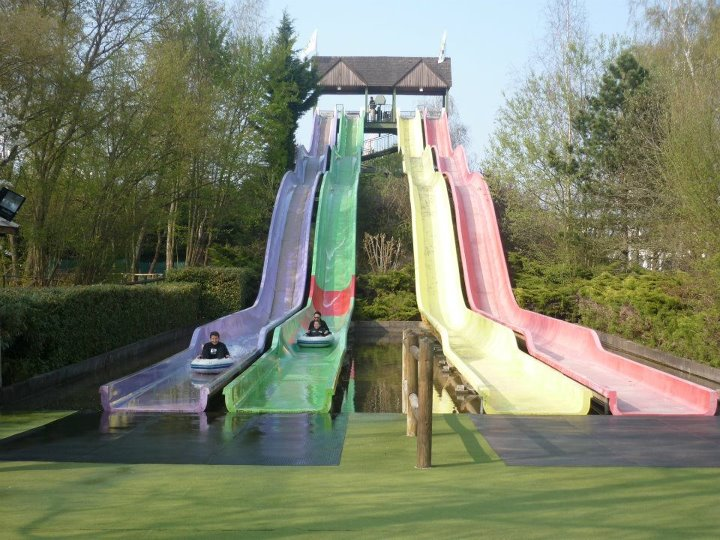
Aquachute à Walibi Schtroumpf
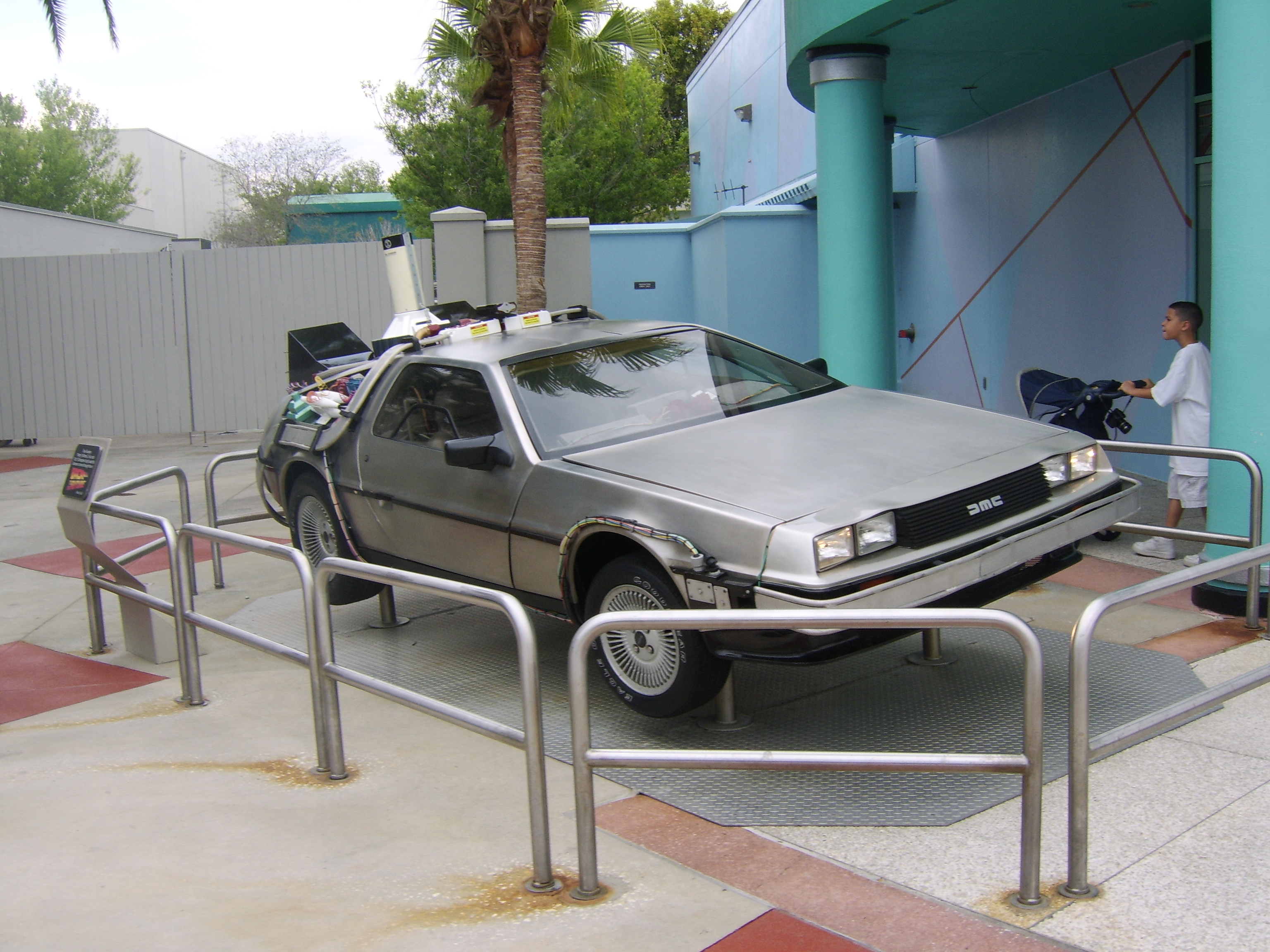
Back to the Future: The Ride à Universal Studios Florida
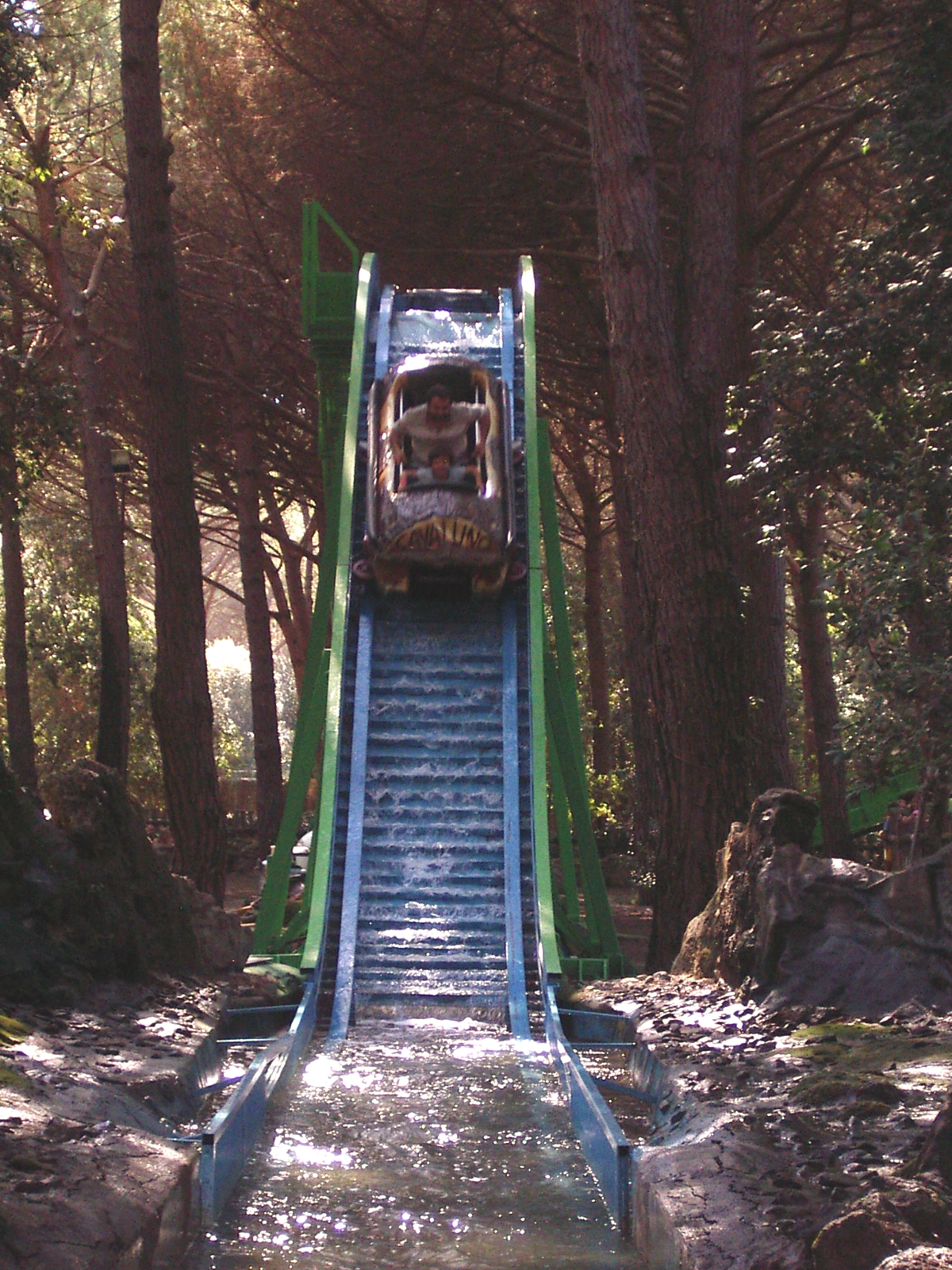
Colorado Boats à Cavallino Matto
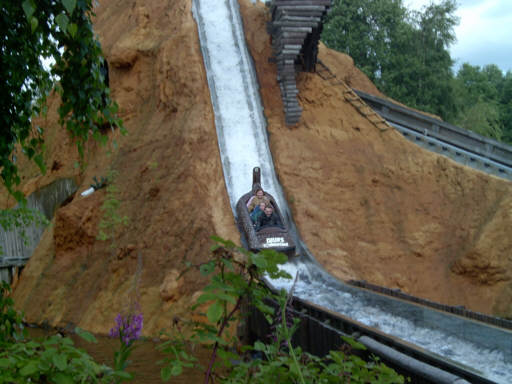
Colorado River à Djurs Sommerland
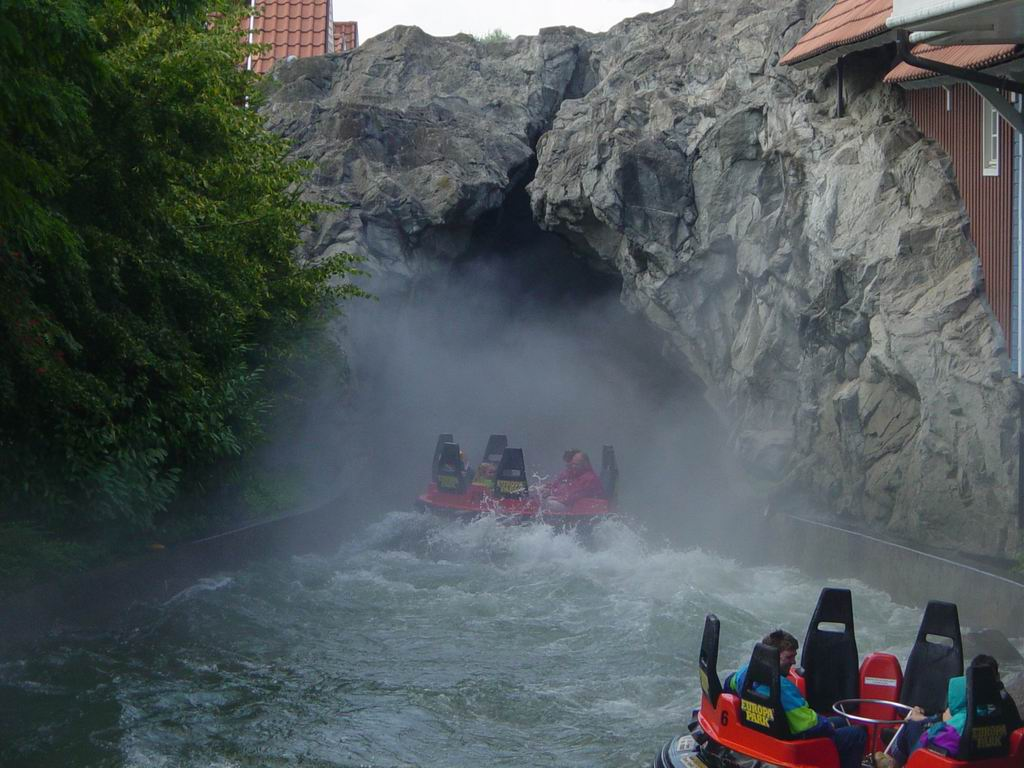
Fjord Rafting à Europa Park
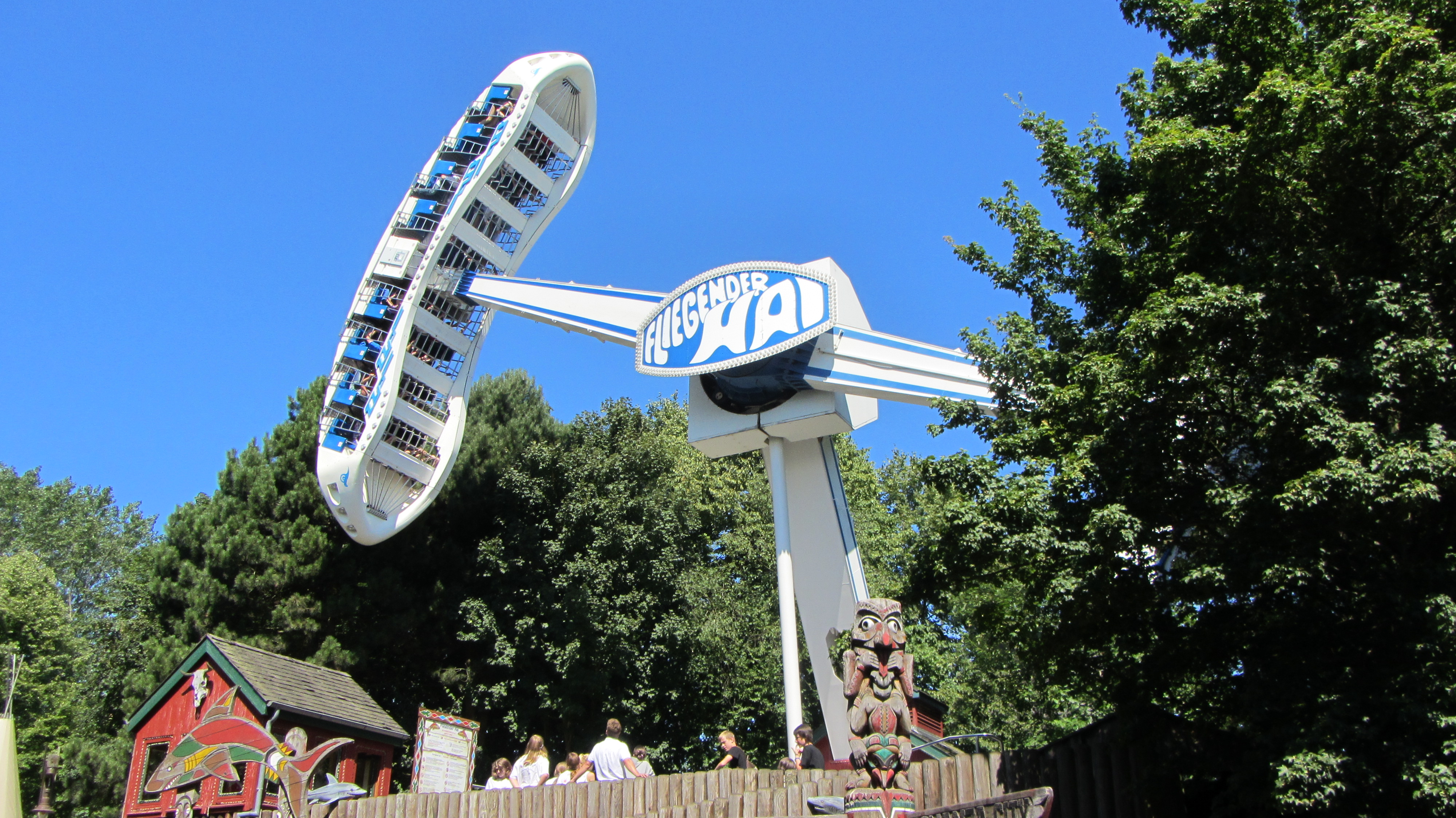
Fliegender Hai à Hansa-Park
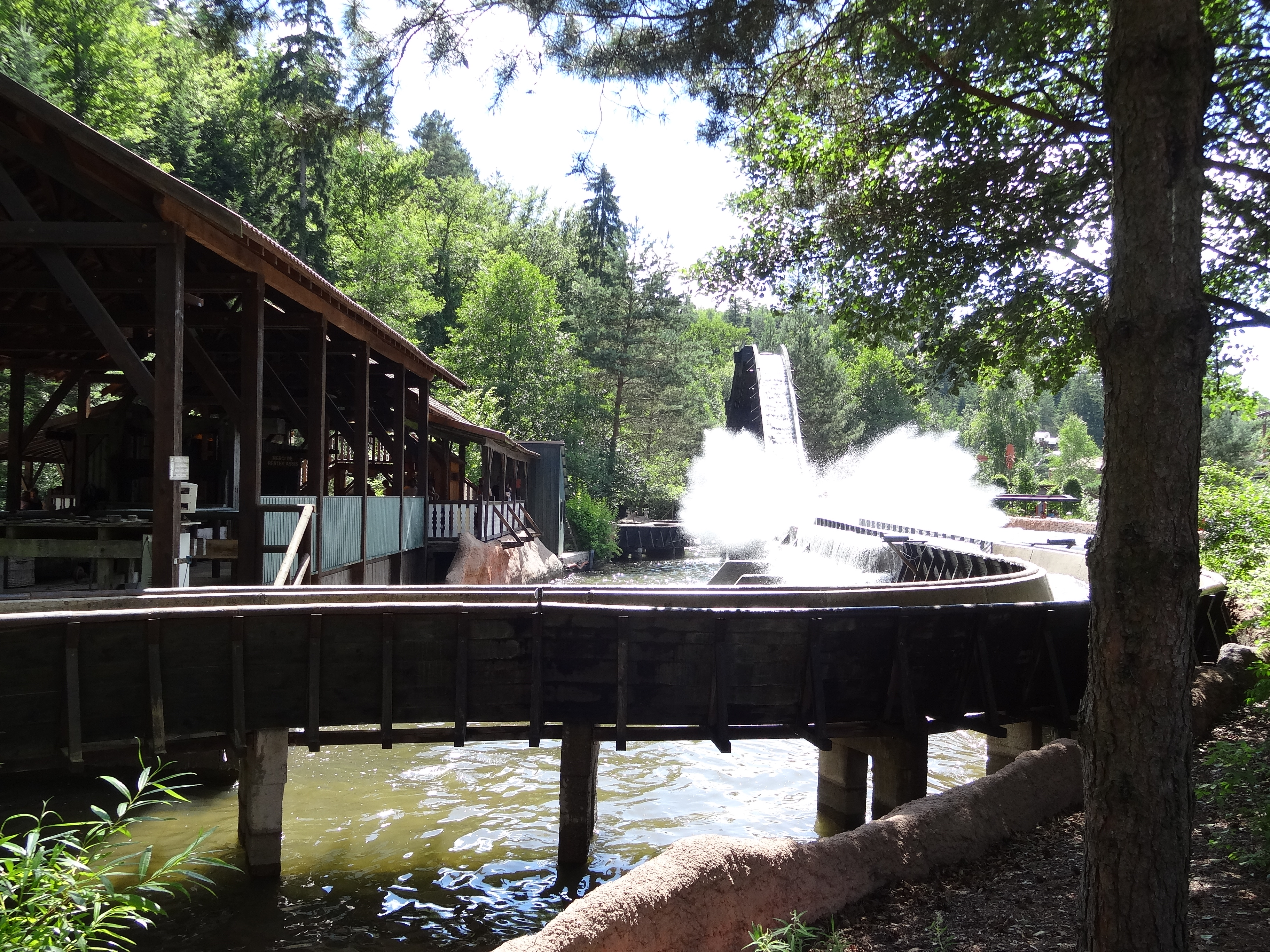
Le Flum à Fraispertuis-City
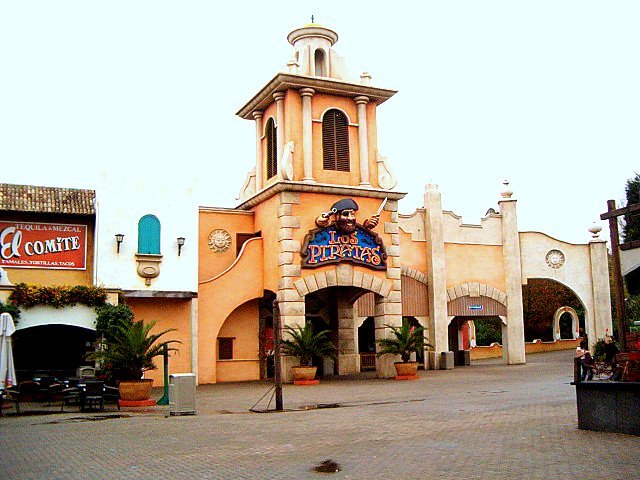
Los Piratas à Bellewaerde
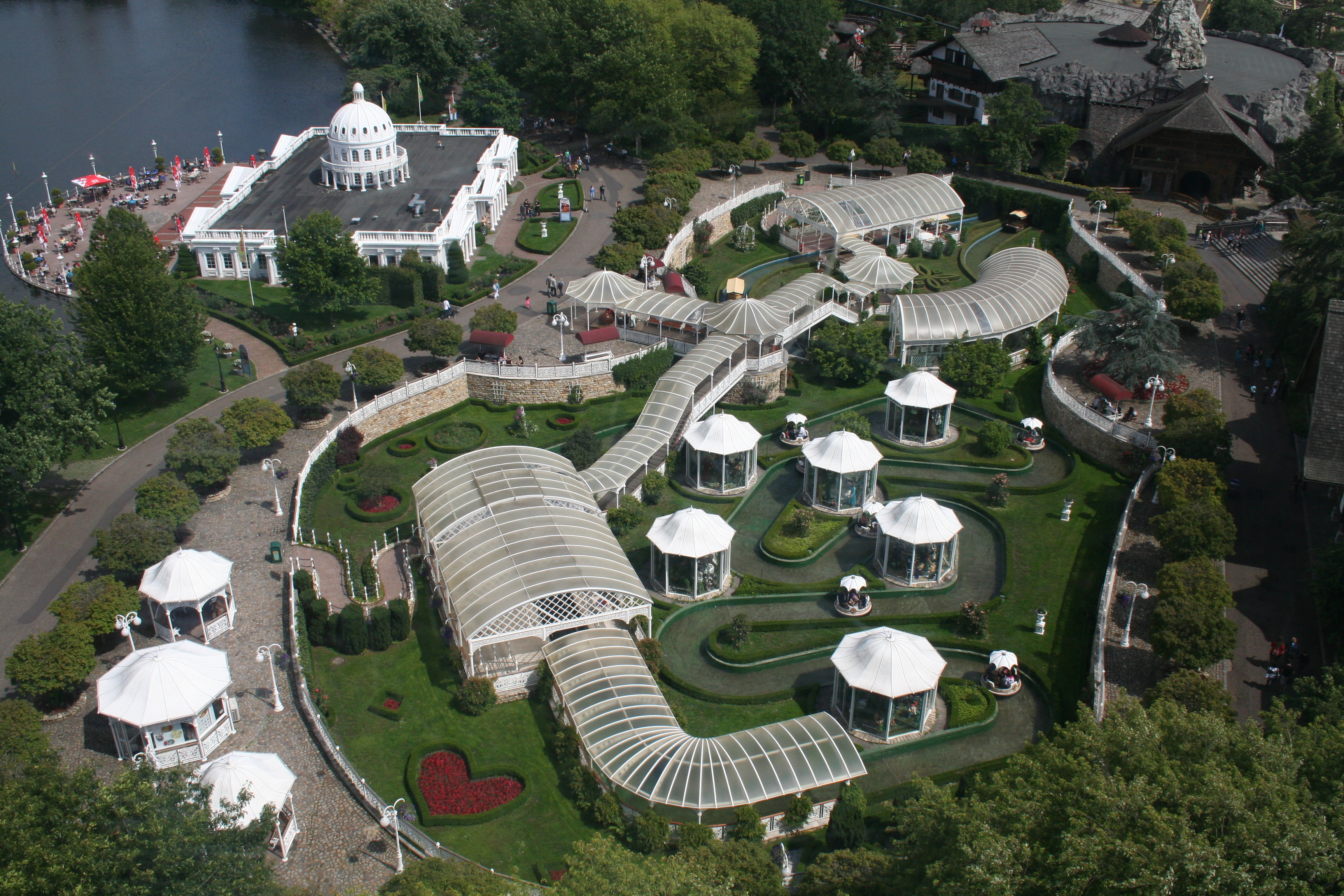
Märchenfahrt à Heide Park
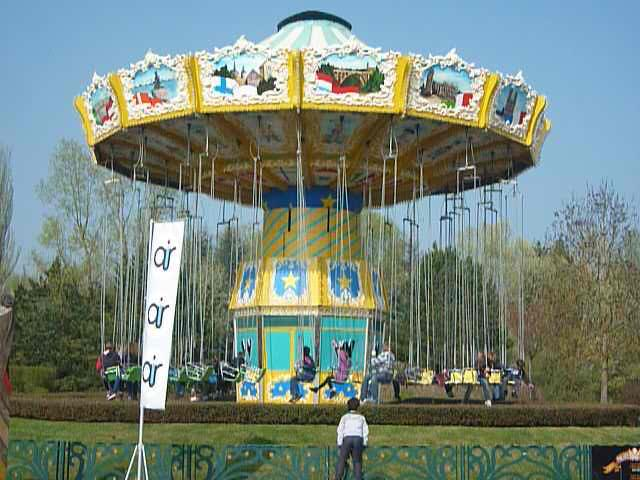
Mistral à Walibi Schtroumpf
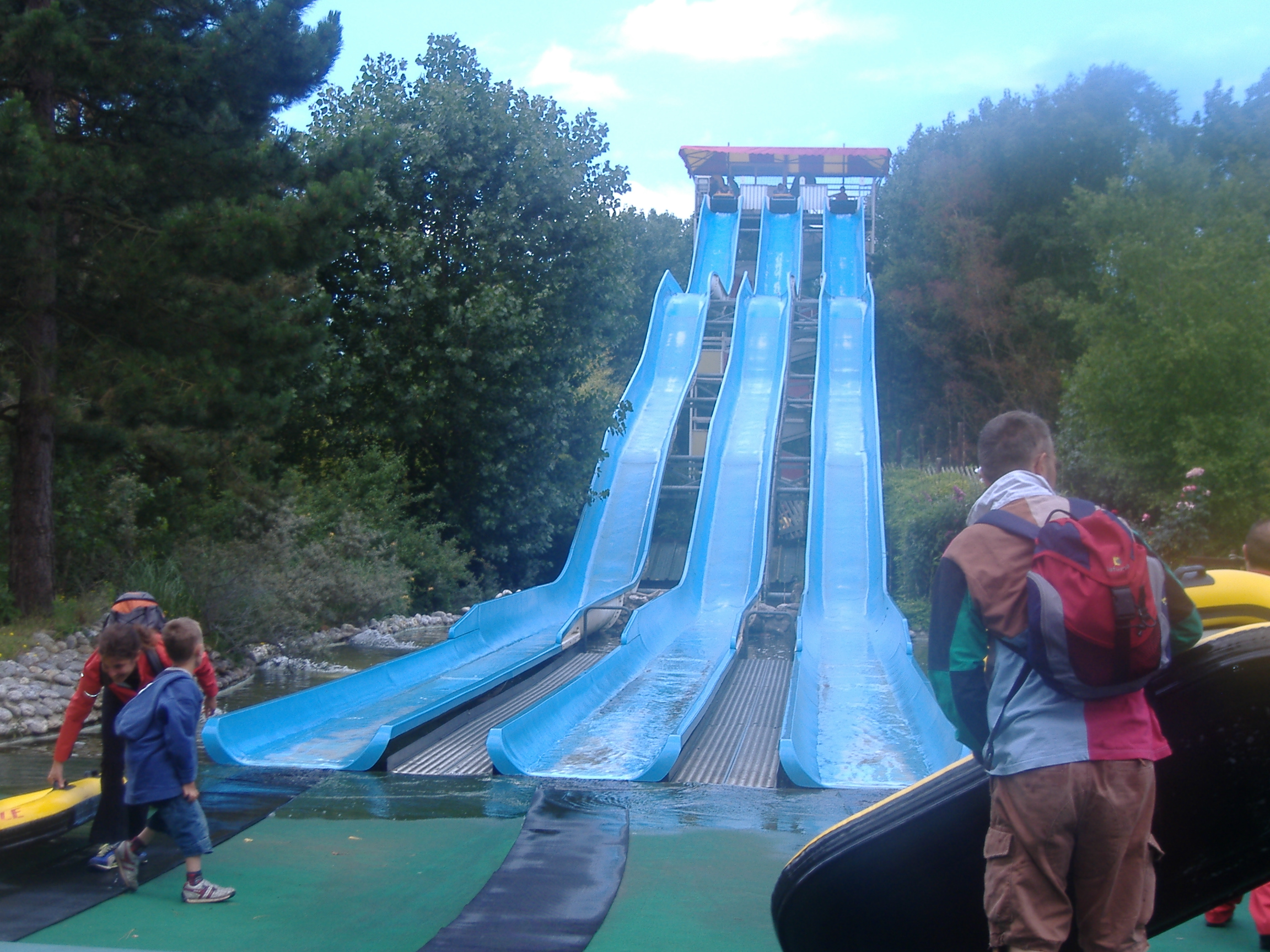
Rapid'O'Bag à Bagatelle
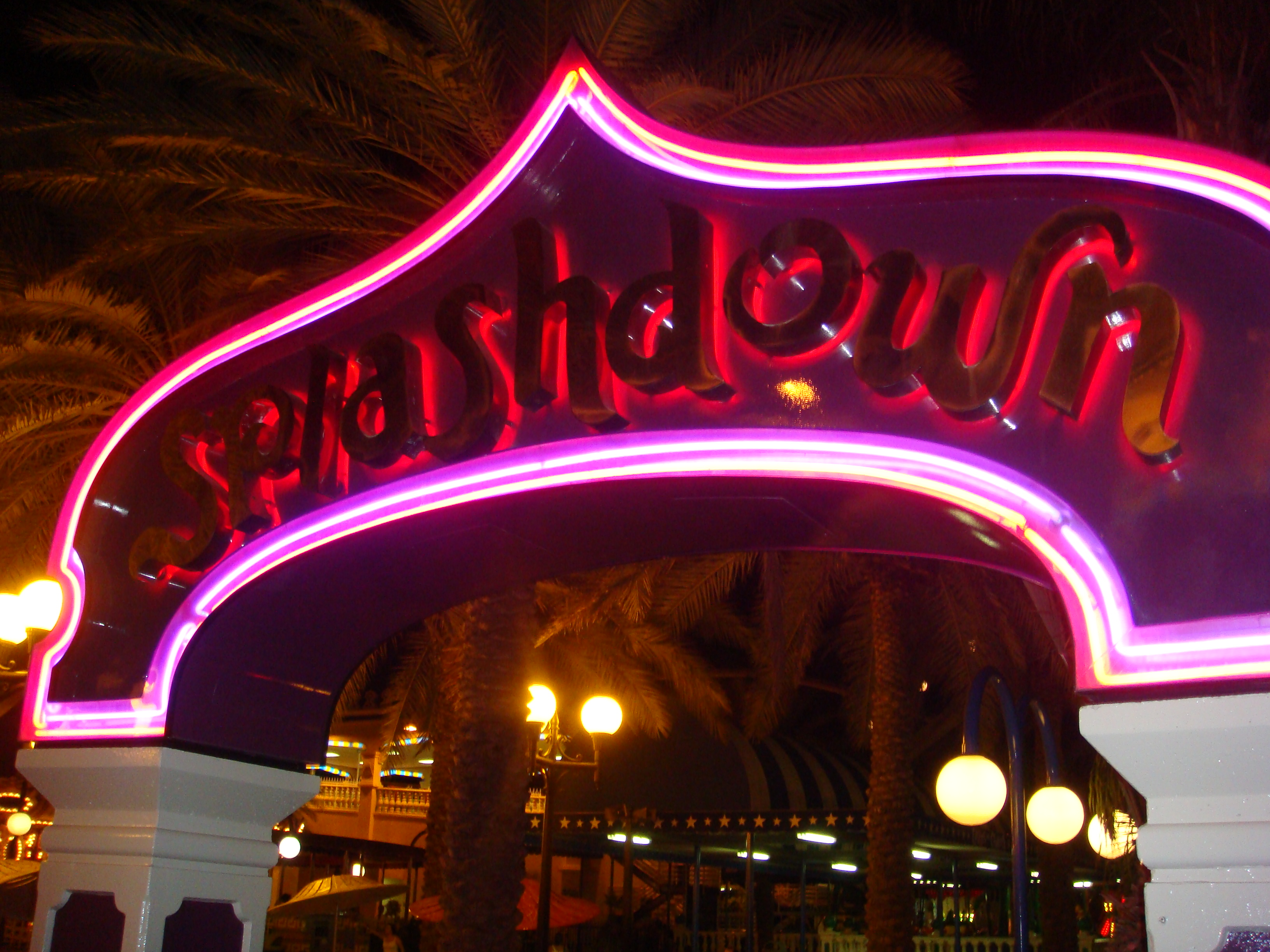
Entrée de Splashdown à Castles N' Coasters
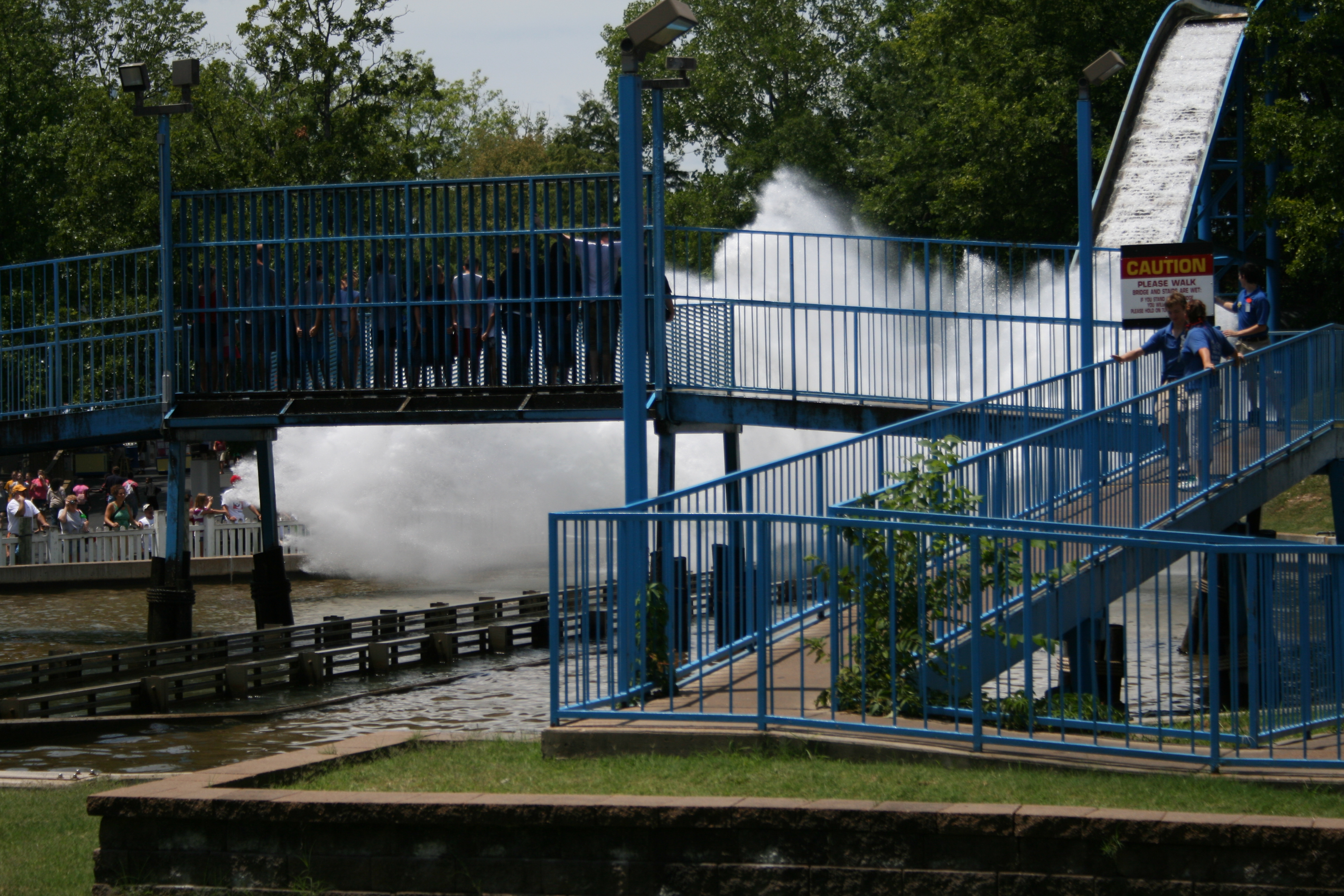
Tidal Wave à Six Flags Over Mid-America
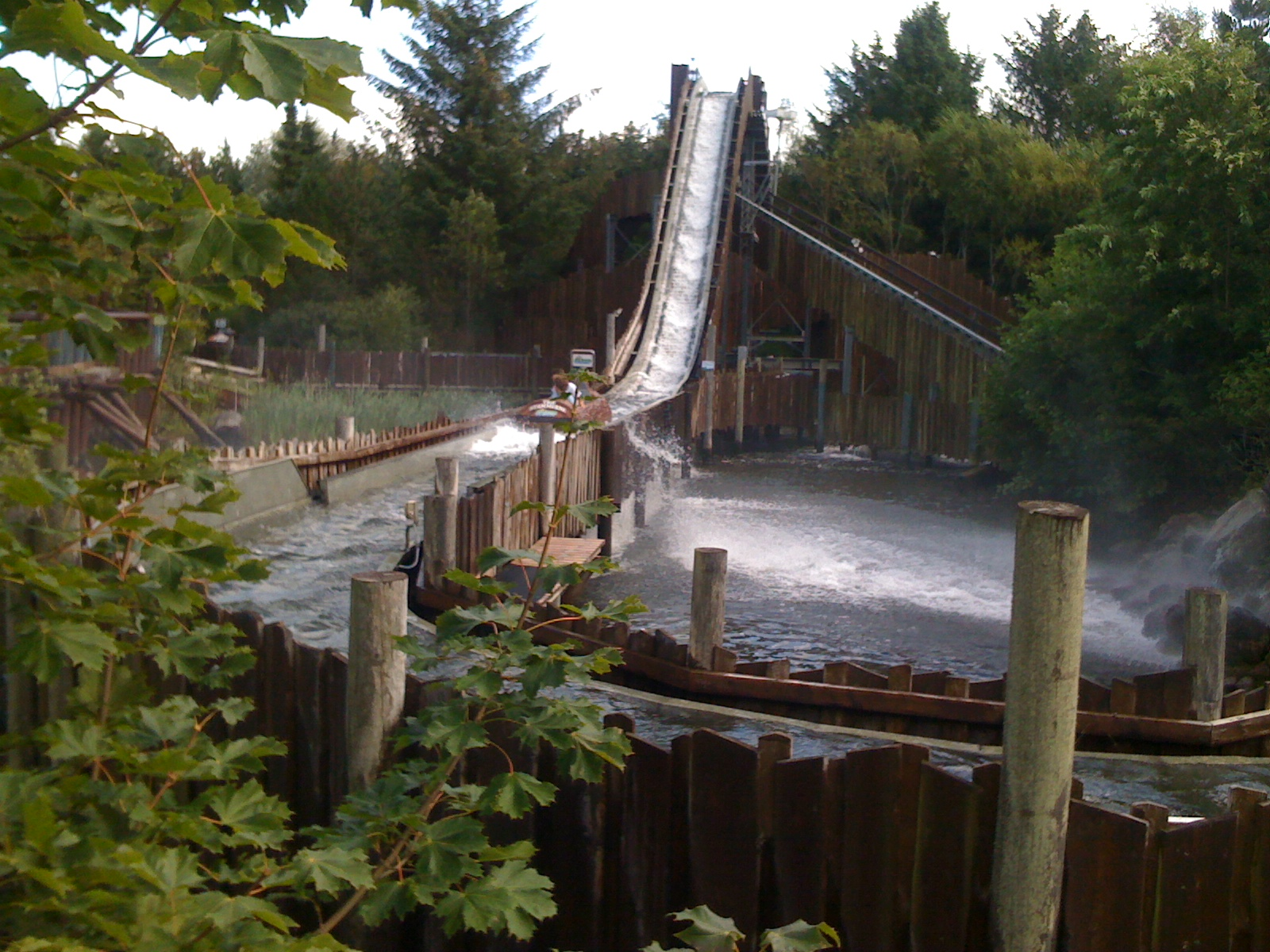
Træstammerne à Fårup Sommerland

## Hôtels
- Disney's Port Orleans Resort au Walt Disney World Resort ( États-Unis)